# Se fossi in te
Se fossi in te è un film commedia del 2001 diretto da Giulio Manfredonia, con protagonisti Emilio Solfrizzi, Fabio De Luigi e Gioele Dix.

## Trama
Andrea lavora come ragioniere nell'impresa tessile del suocero, ma rimpiange quando da giovane si cimentava da cabarettista, passione abbandonata per mantenere la famiglia; Christian fa il D.J., è pieno di debiti, innamorato della farmacista Caterina dalla quale, non avendo il coraggio di dichiararsi, acquista farmaci di ogni tipo e sogna di diventare ricco; Bernardo Braschi Lentini, presidente di una grande impresa è invece un uomo che ha solo il suo lavoro, odiato da tutti, tranne che dalla sua fedele segretaria Veronica da sempre innamorata di lui, che sogna una famiglia a cui lasciare in eredità la sua azienda. I tre si conoscono per caso una sera a Ostia e ognuno esprime il desiderio di essere l'altro e come per magia la cosa si avvera: Andrea diventa Christian, Christian diventa Bernardo e Bernardo diventa Andrea.
Questa situazione porterà a vari risvolti: Bernardo finalmente ha la tanto desiderata famiglia, ma finirà per farsi odiare da moglie, figli e fratello, tornando ben presto solo col suo lavoro in cui farà carriera divenendo uomo di fiducia del suocero, che in passato aveva pesantemente umiliato rifiutando un affare giudicato insulso, e nuovo presidente della Braschi Lentini che Christian porterà ben presto al fallimento. Infatti Christian penserà solo a godersi i soldi, ad organizzare la tanto sognata tournée in America con l'ex manager Gegio e a conquistare Caterina, che però lo odia per uno screzio avuto con Bernardo qualche giorno prima ed è fidanzata con Andrea dopo aver scoperto tutte le medicine che Christian aveva comprato, a casa sua. Andrea infatti dopo un momento di sconforto per aver perso l'amata famiglia, realizza finalmente il sogno di diventare cabarettista e inizia una nuova vita con Caterina, che non ama, ma che aspetta un figlio da lui. Così Bernardo si ritrova di nuovo ricco e potente, ma solo e scopre che l'unica persona che l'ha sempre amato è Veronica e farà di tutto per conquistarla, mentre Andrea si riavvicina a Rita e Christian ritornato spiantato come prima inizia a far breccia nel cuore di Caterina che però aspetta un figlio da Andrea; quando però Christian le mostra Andrea a cena con Rita, lei lo lascia e Christian si dice disponibile a crescere il bambino insieme.
Alla fine i tre si ritrovano a vivere in una specie di famiglia allargata: Andrea con Rita e i suoi figli, che però considerano Bernardo il loro padre naturale; Christian con Caterina e la bambina, di cui Andrea è il padre naturale; e Bernardo con Veronica incinta del loro primo figlio.

## Produzione

### Riprese
Le riprese vennero effettuate interamente nella città di Roma.

## Distribuzione
La pellicola è uscita nelle sale cinematografiche italiane il 25 maggio 2001.